# Amt Ibbenbüren
Das Amt Ibbenbüren war bis 1974 ein Amt im damaligen Kreis Tecklenburg in Nordrhein-Westfalen. Der Sitz des Amtes befand sich in der Stadt Ibbenbüren.

## Geschichte
Im Rahmen der Einführung der Landgemeinde-Ordnung für die Provinz Westfalen wurde 1844 im Kreis Tecklenburg in der preußischen Provinz Westfalen aus der bisherigen Bürgermeisterei das Amt Ibbenbüren gebildet. Es bestand aus der Stadt Ibbenbüren und der Landgemeinde Ibbenbüren, letztere auch als Kirchspiel Ibbenbüren bezeichnet.
Durch § 21 des Münster/Hamm-Gesetzes wurde das Amt Ibbenbüren zum 31. Dezember 1974 aufgelöst. Die beiden Gemeinden wurden zusammengeschlossen. Hinzu kamen kleinere Gebietsteile der (bisherigen) Gemeinden Hörstel, Ledde, Mettingen, Recke und Brochterbeck. Andererseits verlor Ibbenbüren kleinere Gebietsteile an Mettingen und Recke.
Die (neue) Stadt Ibbenbüren ist Rechtsnachfolgerin des Amtes und gehört zum Kreis Steinfurt. 

## Einwohnerentwicklung
| Jahr            | Einwohner |
| --------------- | --------- |
| 1858            | 7.063     |
| 1885            | 9.495     |
| 1910            | 12.985    |
| 1925            | 15.702    |
| 1939            | 20.811    |
| 1950            | 30.643    |
| 1974 (31. Dez.) | 41.904    |